# Lo Pou de Gel (Boumort)
Lo Pou de Gel és una surgència que procedeix d'una gran bossa d'aigua glaçada de l'antic terme d'Hortoneda de la Conca, pertanyent a l'actual municipi de Conca de Dalt, al Pallars Jussà, en terres dels Masos de la Coma.
Està situat a 1.936 m d'altitud, a l'extrem nord-est del municipi, al vessant septentrional de la Serra del Boumort, a migdia de la Coma d'Orient. És al sud dels Escards de la Font del Comí, al capdamunt -sud- de la Canal del Pou de Gel i a prop, a ponent, de la Font del Conc.